# Canals (Franciaország)
Canals település Franciaországban, Tarn-et-Garonne megyében. Lakosainak száma 807 fő (2022. január 1.). Canals Fronton, Campsas, Dieupentale, Fabas és Grisolles községekkel határos.

## Népesség
A település népességének változása:
| Lakosok száma | 728  | 743  | 764  | 764  | 775  | 793  | 806  | 816  | 807  |
|               | 2013 | 2015 | 2016 | 2017 | 2018 | 2019 | 2020 | 2021 | 2022 |